# Кецелень
Кецелень (рум. Cățeleni) — село у Гинчештському районі Молдови. Утворює окрему комуну.

## Населення
За даними перепису населення 2004 року у селі проживали 1362 особи.
Національний склад населення села:
| Національність   | Кількість осіб | Відсоток   |
| ---------------- | -------------- | ---------- |
| молдавани румуни | 1355 4         | 99,5% 0,3% |
| росіяни          | 2              | 0,1%       |
| українці         | 1              | 0,1%       |
| Всього           | 1362           | 100%       |